# Pioneer 7
Pioneer 7 (również Pionieer B) – amerykańska sonda kosmiczna wprowadzona na orbitę heliocentryczną w ramach programu Pioneer.
Druga seria próbników Pioneer, zapoczątkowana w 1965 roku, przeznaczona była do prowadzenia badań głębokiego kosmosu. Aparatura tych obiektów była nieporównywalnie bardziej złożona i dokładniejsza od sond poprzedniej generacji. Sondy były wyposażone w aparaturę do pomiarów: pola magnetycznego, parametrów plazmy słonecznej, promieniowania kosmicznego, propagacji fal radiowych oraz badań pyłu kosmicznego.

## Zadania

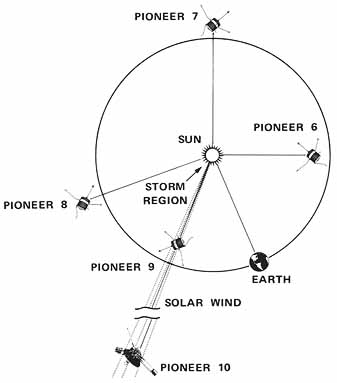
Rozmieszczenie sond Pioneer względem Słońca i Ziemi

W latach 1965-1968 wysłano cztery próbniki serii Pionier, które oznaczono kolejnymi numerami 6, 7, 8, 9. Powstała w ten sposób sieć czterech obiektów krążących po orbitach zbliżonych do orbity okołosłonecznej Ziemi. Układ ten umożliwił kompleksowe poznanie warunków fizycznych panujących w przestrzeni międzyplanetarnej i równocześnie kontrolę stanu aktywności słonecznej. Powstał pierwszy układ spełniający funkcję służby ostrzegawczej, umożliwiającej przewidywania wzrostów jej aktywności. Choć sieć ta była jeszcze bardzo niedoskonałym prototypem, odgrywała dość dużą rolę przy planowaniu realizacji lotów załogowych, szczególnie amerykańskiej wyprawy Apollo na Księżyc.

## Misja
Pionier 7 wystartował 17 sierpnia 1966 roku za pomocą rakiety Delta. Po upływie 28 tygodni znajdował się 17 milionów kilometrów od orbity ziemskiej i dotarł na odległość około 170 mln od Słońca i około 55 mln km od Ziemi na orbitę równoległą do orbity Ziemi. Dzięki odpowiednio dobranej orbicie próbnik przemknął w pobliżu kresu magnetosfery Ziemi. Osiągnął orbitę heliocentryczną położoną między Ziemią i Marsem o parametrach 1,01 – 1,13 au Czas obiegu próbnika wokół Słońca wynosił około 402,9 dnia. Kąt nachylenia płaszczyzny orbity wynosił 0,098°.
7 września 1968 roku pojazd został tak usytuowany względem Słońca i Ziemi, by móc badać ogon ziemskiej magnetosfery. W 1977 roku Pioneer 7 zarejestrował obecność ogona magnetosfery w odległości 19,3 miliona km od Ziemi – trzykrotnie dalej niż we wcześniejszych pomiarach.
20 marca 1986 roku Pionier 7 przeleciał w odległości 12,3 miliona km od komety Halleya, prowadząc badania nad interakcją wodorowego warkocza kometarnego z wiatrem słonecznym.
Ostatni kontakt z sondą nawiązano 31 marca 1995 roku, włączono wówczas na 2 godziny analizator plazmy.

## Budowa
Pionier 7 był w zasadzie identyczny z Pionierem 6. Sonda stanowiła zasobnik bębnowy o wymiarach 92,5 x 87,5 cm (średnica i wysokość) i masie całkowitej 63 kg. Boki próbnika były wyłożone bateriami słonecznymi w ilości 10 368, przedzielonymi wokoło wąskim pasmem, mieszczącym szczeliny, w których znajdowały się cztery przyrządy pomiarowe i cztery szukacze Słońca.

Ze środka jednej z podstaw walca wystawał pręt długości 132 cm, którego ćwiartka górna mieściła dwie anteny o małym stopniu wzmocnienia. Pozostałe trzy czwarte pręta zawierały jeszcze jedną antenę. Antena wystająca z drugiej podstawy walca miała za zadanie wychwytywanie sygnałów związanych z badaniem rozchodzenia się fal radiowych. Mając kształt bębna, był zdolny do śledzenia ośrodka kosmicznego w płaszczyźnie orbity ziemskiej w pełnym obwodzie koła. Dane przekazywane były przez urządzenia próbnika dziesięciokrotnie szybciej niż przez urządzenia sond pierwszej serii.

## Doświadczenia naukowe[5]
Pionier 7 umożliwił przeprowadzenie sześciu doświadczeń naukowych.
1. Z Goddard Space Flight Center pochodził jednoosiowy magnetometr mający za zadanie wyznaczenie rozkładu magnetycznego pola Słońca. Odpowiednia sonda magnetometru osadzona była na wysięgniku w odległości 1,5 m od korpusu próbnika celem zmniejszenia do minimum oddziaływania własnego pola magnetycznego Pioniera 7.
2. Trzy doświadczenia związane były z badaniem wiatru słonecznego. Skonstruowany w Massachusetts Institute of Technology detektor plazmy dokonywał pomiarów ilości, gęstości, kierunku i energii dodatnich jonów elektronów w wietrze słonecznym. Detektor stanowi klatkę Faradaya ze wbudowanymi delikatnymi siatkami wolframowymi, przez które cząstki plazmy muszą przenikać, by dotrzeć do płytki kolektora. Ustawiczna zmiana napięcia na siatkach umożliwiała przenikanie cząstek w 48 różnych przedziałach energii. Analizator plazmy zbudowany w Ames Research Center, również służył do badania cząstek w niej zawartych. Skonstruowany był z dwóch zaokrąglonych płytek, dopasowanych ze sobą i stanowiących ćwiartkę kuli. Napięcie w płytkach było zmieniane celem wyselekcjonowania cząstek o różnych energiach.
3. Urządzenie do wykrywania fal radiowych, zbudowane przez Stanford University i Stanford Research Institute, użyte zostało do mierzenia gęstości elektronów znajdujących się na całej przestrzeni między sondą a Ziemią. Antena w Stanford University o średnicy 45 m służyła do wysyłania sygnałów o dwóch różnych częstotliwościach przez specjalną antenę i odbiornik w próbniku.
4. Dwa inne przyrządy badawcze – anizotropowy detektor promieni kosmicznych zbudowany w Graduate Research Center of the Southwest oraz teleskop promieniowania kosmicznego skonstruowany w Uniwersytecie Chicago były wykorzystywane do pomiarów promieniowania kosmicznego.